# Institut royal de technologie de Melbourne
L'Institut royal de technologie de Melbourne (en anglais, Royal Melbourne Institute of Technology), ou RMIT University, est une université australienne publique de Melbourne dans l'État de Victoria. Elle a deux branches, appelées « RMIT University in Australia » et « RMIT International University » au Viêt Nam. À Barcelone, RMIT Europe a un centre de recherche en lien avec son école d’architecture. Par son ancienneté c'est la troisième institution d'enseignement supérieur de l'État de Victoria et la septième en Australie. Son campus historique « RMIT City » est en périphérie nord de Melbourne.

## Historique

### Racines

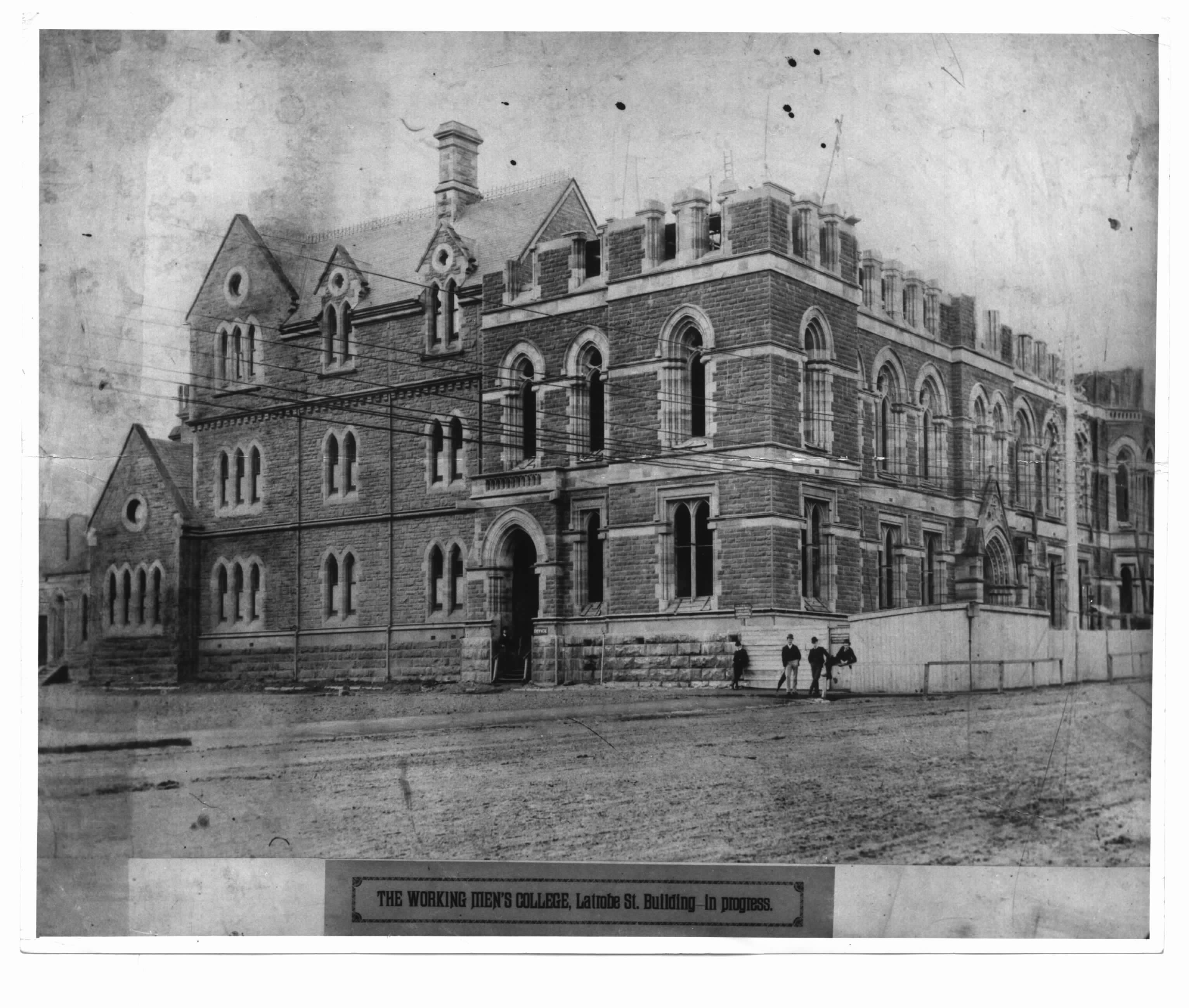
Construction du Working Men's College of Melbourne, dans les années 1880.

Le Working Men's College of Melbourne est fondé en 1887 par Francis Ormond (en) pasteur et philanthrope qui donne 5 000 livres sterling pour établir le collège,. Le 4 juin 1887, le collège organise une cérémonie pour son ouverture dans un bâtiment au coin des rues Bowen Street  et La Trobe Street à Melbourne,. Il devient le troisième établissement d'enseignement supérieur de Victoria.
Jusqu'aux années 1930, l'école se développe très rapidement en créant : une école d'art, une école d'ingénieurs et une école de radio. En 1934, l'école devient le Melbourne Technical College,. 
Pendant la Seconde Guerre mondiale, elle forme un sixième du personnel des services des forces australiennes (principalement des officiers de radio communication de la Royal Australian Air Force), ainsi que 2 000 civils pour la fabrication de munitions ; de plus, le gouvernement de l'Australie lui demande de fabriquer des pièces pour les avions, en particulier la plupart de pièces du bombardier Bristol Beaufort,. 
En 1954, le collège bénéficie du patronage royal d'Élisabeth II en récompense de sa participation à l'effort de guerre, et c'est la seule université australienne à avoir bénéficié de cet honneur. Il est alors renommé « Royal Melbourne Technical College »,.

### Création du RMIT
En 1960, le collège devient le Royal Melbourne Institute of Technology (RMIT) et développe ses filières d'enseignement supérieur,. Le RMIT incorpore l'ancien collège comme école professionnelle (Technical and further education (en), TAFE) et durant les années 1970 et 1980, l'institut développe sa réputation dans les domaines des arts et de l'aéronautique,.

## Classement
En 2004, Le  (THES-QS) de Times Higher Education et Quacquarelli Symonds place le RMIT au 55e rang mondial des universités, puis parmi les  100 meilleures universités au monde préparant des diplômés prêts pour le monde du travail. 
En 2009, le THES classe le RMIT quatrième université la plus internationale au monde, derrière la London School of Economics, la School of Oriental and African Studies et l'université de Cranfield de l'avis des étudiants, et la quinzième selon le personnel,.
En 2009, la liste des universités les plus entrepreneuriales GSEA place le RMIT comme l'université la plus entrepreneuriale d'Australie, et la douzième dans le monde.
En 2011 les Australian Skeptics décernent un Bent Spoon Award au RMIT pour ses enseignements de pratique énergétique, de chiropractie et de médecine chinoise.
Sa réputation lui donne la possibilité de sélectionner ses candidats.

## Organisation
RMIT est organisée en vingt-cinq écoles semi-autonomes offrant 700 programmes de niveau professionnel, undergraduate, postgraduate and research,. Chaque école est formé de un à trois collèges thématiques nommés : « Affaires », « Conception et contexte social » et « Science, ingénierie et santé ».

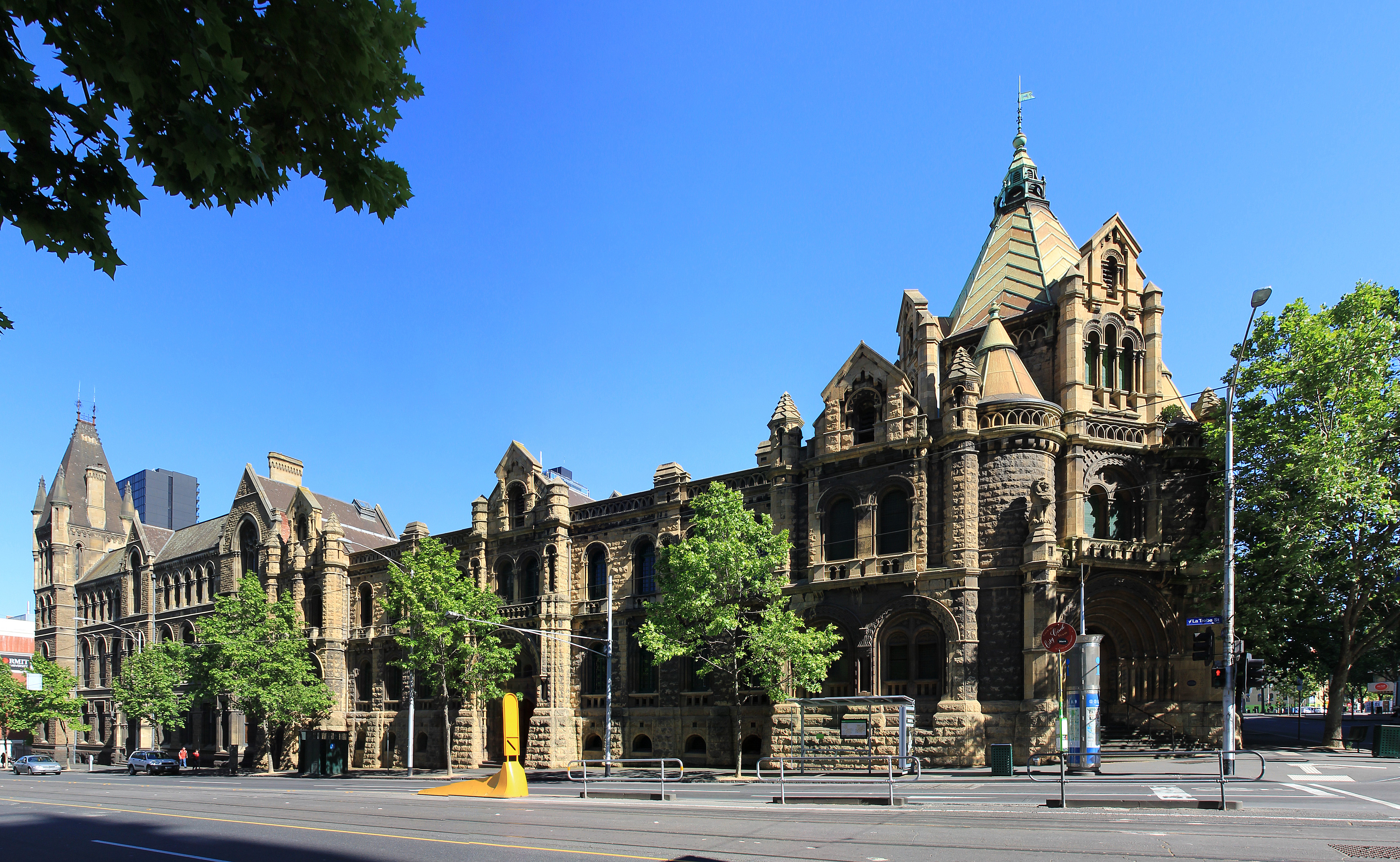
La chancellerie du Campus RMIT dans le bâtiment Francis Ormond.

### Collèges et écoles

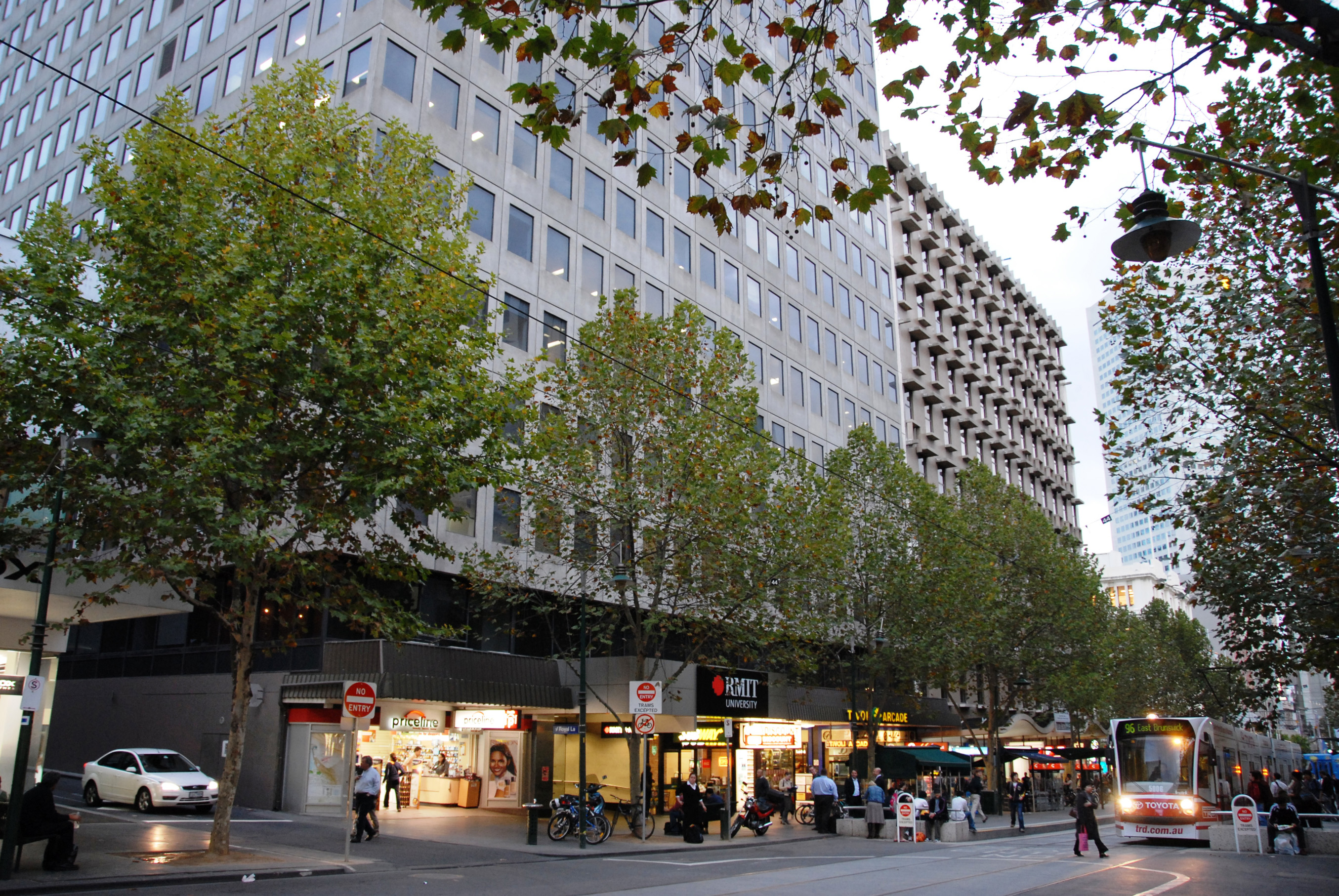
Bâtiment de RMIT au 239 Bourke St à Melbourne.

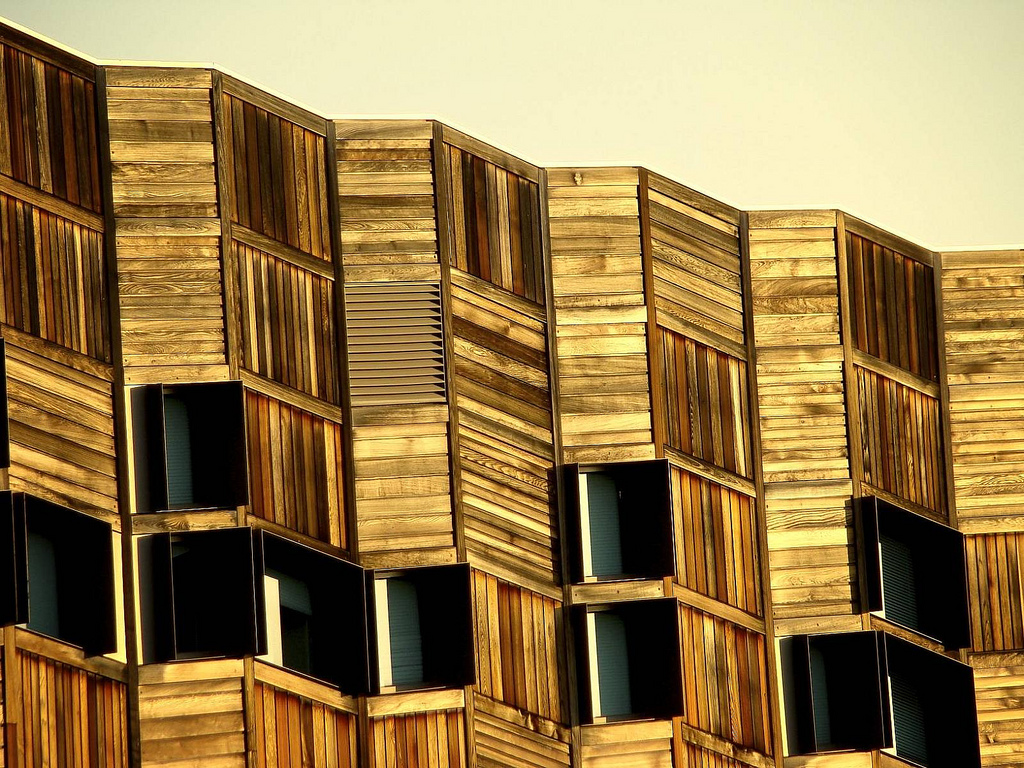
Centre des textiles au RMIT de Brunswick.

#### Collège des affaires
- École de comptabilité et de droit[r 2]
- École d'informatique des affaires et de logistique[r 3]
- École (TAFE) de commerce[r 4]
- École  d'économie, de finance et de Marketing[r 5]
- École supérieure de commerce et de droit[r 6]
- École de Management[r 7]

#### Collège du design et du contexte social
- École d'architecture et de design[r 8]
- École d'art[r 9]
- École (TAFE) de design[r 10]
- École de l'éducation[r 11]
- École de la mode et des textiles[r 12]
- École des études globales, des sciences sociales et de la planification[r 13]
- École des médias et de la communication[r 14]
- École de la propriété, du bâtiment et de planification[r 15]

#### Collège des sciences, de l'ingénierie et de la santé
- École de génie aérospatial, mécanique et de production[r 16]
- École de sciences appliquées[r 17]
- École de génie civil, de génie de l'environnement et de génie chimique[r 18]
- École d'informatique et de technologies de l'information[r 19]
- École de  génie électrique et d'informatique[r 20]
- École (TAFE) d'ingénierie[r 21]
- École des sciences biomédicales[r 22]
- École de physique et de sciences et naturelles[r 23]
- École de mathématiques et de sciences géospatiales[r 24]
- École de médecine[r 25]